# جیمی چارکوفسکی
جیمی چارکوفسکی (انگلیسی: Jaime Czarkowski؛ زادهٔ ۵ دسامبر ۲۰۰۳) شناگر شنای موزون اهل ایالات متحده آمریکا است.
وی در مسابقات کشوری و بین‌المللی در مجموع برندهٔ ۱ مدال نقره شده است.